# Horacio Guarany
 (janvier 2017).
Si vous disposez d'ouvrages ou d'articles de référence ou si vous connaissez des sites web de qualité traitant du thème abordé ici, merci de compléter l'article en donnant les références utiles à sa vérifiabilité et en les liant à la section « Notes et références ».
Horacio Guarany, nom de scène d’Eraclio Catalin Rodríguez Cereijo, est un écrivain et chanteur argentin, né à Santa Fe le 15 mai 1925 et mort le 13 janvier 2017 à Luján.

## Biographie
Son père, Jorge Rodríguez est un indien guarani (son fils lui rendra hommage par le choix de son nom d'artiste), et sa mère Feliciana Cereijo de Rodríguez est née à León, en Espagne. Horacio Guarany a treize frères. Son père a travaillé dans l'entreprise anglaise La Forestal. Enfant, il aime la musique, le chant, et a appris la guitare avec le maestro Santiago Aicardi. En 1943 il part à Buenos Aires pour démarrer une carrière de chanteur. Il s'installe dans une pension et chante dans le quartier de la Boca, dans le boliche La Rueda et vit misérablement. Il travaille aussi comme cuisinier.

### Débuts
En 1957, Horacio Guarany débute sur la Radio Belgrano, et obtient que sa chanson El mensú, composée par les frères Ramón Ayala et Vicente Cidade, soit diffusée à la radio.
Il est pionnier du Festival Nacional de Cosquín en 1961, et il fait peu à peu connaitre ses compositions, devenues aujourd'hui des classiques : Guitarra de medianoche, Milonga para mi perro, La guerrillera, No sé por qué piensas tú, Regalito, Si se calla el cantor.
Certaines de ses chansons, comme Si se calla el cantor ont été interprétées et reprises par les plus grandes voix d'Amérique Latine, dont Mercedes Sosa.
Il a souvent mis en musique les textes du poète de Tucuman Juan Eduardo Piatelli, comme Canción del perdón, No quisiera quererte, etc.

### Carrière
En 1972, Horacio Guarany réalise son premier long-métrage Si se calla el cantor, avec Olga Zubarry, qui raconte le triomphe d'un chanteur, après des années de « galère ».
En 1974, dirigé par le réalisateur Enrique Dawi, il filme La vuelta de Martín Fierro, avec Onofre Lovero, un récit de la vie et de l'œuvre de José Hernández.
Durant la dictature militaire, il reçoit des menaces de mort et doit s'exiler. Il s'installe en Espagne, alors qu'en Argentine, ses disques sont censurés et disparaissent des magasins. Certaines de ses chansons sont censurées, telles que La guerrillera, Estamos prisioneros, etc. Il rentre dans son pays en décembre 1978, et le 20 janvier 1979, il est victime d'un attentat à la bombe dans son domicile de la rue Manuel-Ugarte à Buenos Aires. Il décide malgré tout de rester en Argentine.
Le retour à la démocratie le libère des contraintes liées à la censure, et il remonte alors sur scène.
En 1987, il participe au festival Fiesta Nacional de la Tradición Frente al Mar à Miramar (Buenos Aires).
Il s'est installé dans sa ferme (finca) de Luján, appelée Plumas Verdes. Il poursuit ses activités d'auteur et de chanteur.

## Publications
- El loco de la guerra
- Las cartas del silencio
- Sapucay
- Memorias del Cantor (autobiographie)